# فريسكيل 68HC11

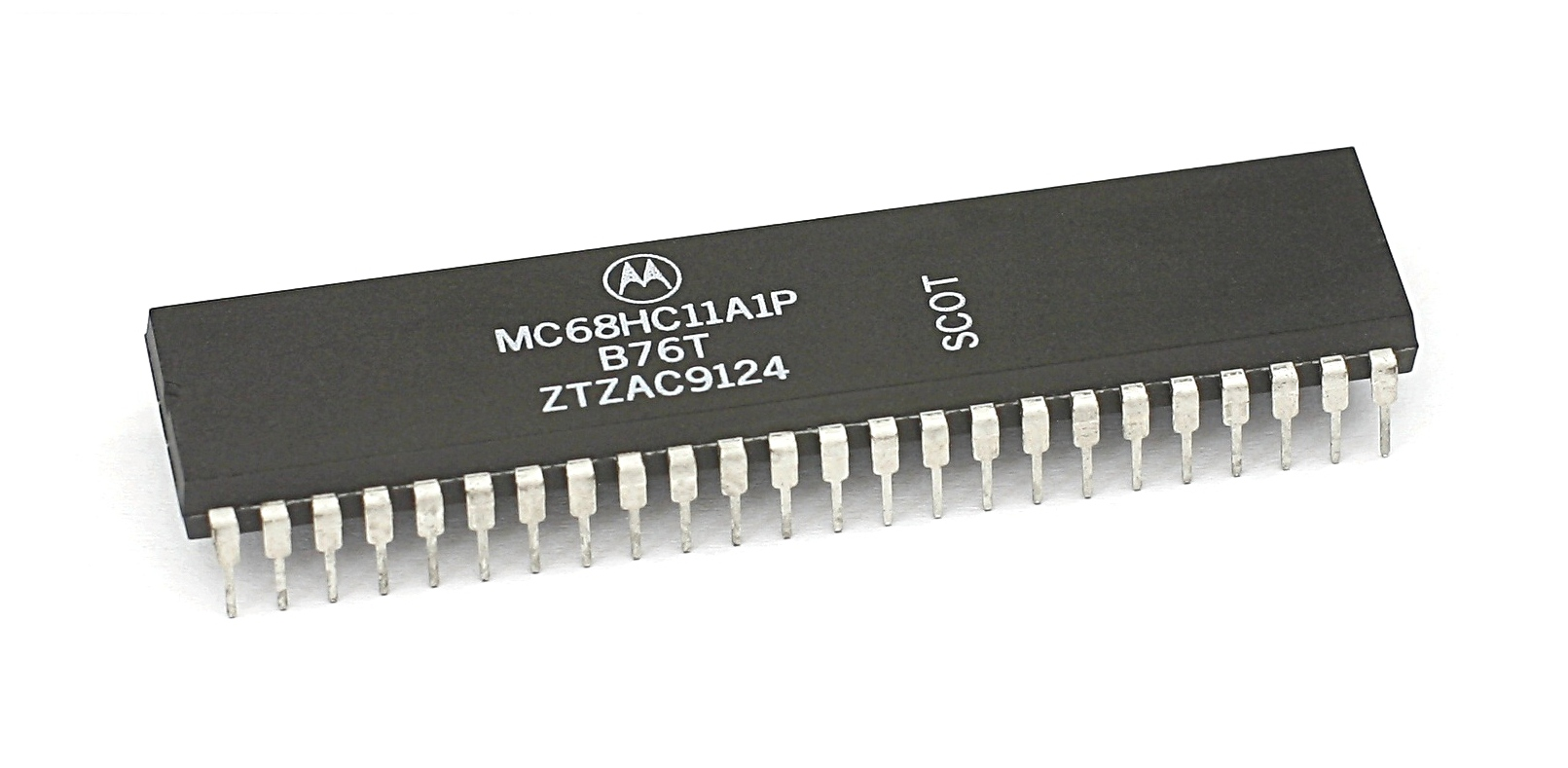
تغليف DIP بلاستيكي لمتحكم موتورولا MC68HC11

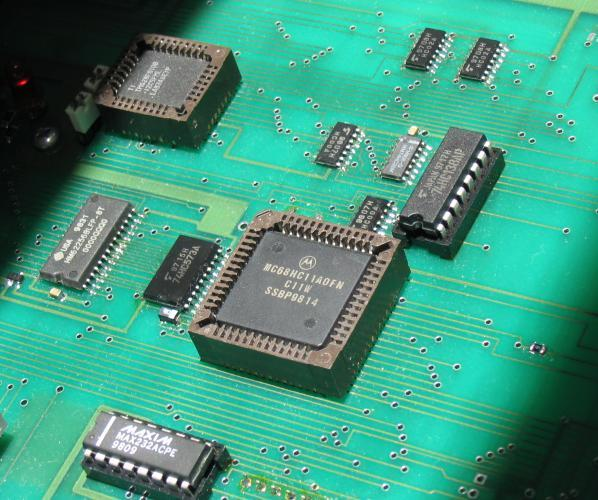
يتوفر MC68HC11 في تغليف DIP بـ 48-سن، إضافة إلى تغليف PLCC ذو الـ 52-سن المشار إليه أعلاه.

إن 68HC11 (6811 أو HC11 للاختصار) هي عائلة متحكم دقيق (µC) 8 بت قدمته موتورولا عام 1985 ، وتنتجه حاليا فريسكيل لأشباه الموصلات. ينحدر هذا المتحكم الدقيق من معالج دقيق موتورولا 6800، وهو بتقنية CISC. تعد أجهزة 68HC11 أقوي وأكثر تكلفة من المتحكم الدقيق فريسكيل 68HC08، وتستخدم في قارئات شفرات التصنيع ومدونات مفاتيح بطاقات الفنادق وعلم الإنسان الآلي لغير المحترفين وغيرها من مختلف الأنظمة المضمنة. كان MC68HC11A8 أول وحدة متحكم دقيق (MCU) تتضمن ذاكرة قراءة قابلة للمسح لشبه موصل أكسيد الفلز المكمل (CMOS EEPROM).
تتوافق مجموعة التعليمات HC11 داخليا بطريقة تصاعدية مع الـ 6800 بالإضافة إلي سجل المؤشر Y. (التعليمات التي تستخدم السجل Y لها شفرات تشغيل مسبوقة بـ نظام عد سداسي عشر 18 بايت). تحتوي مجموعة التعليمات على مجمعين 8 بت A وB، وسجلين مؤشر 16 بت X وY، وسجل شفرة شرطي، ومؤشر مكدس 16 بت، وعداد برنامج؛ بالإضافة إلي أن بعض التعليمات تعامل سجلات A و B كأنها سجل D مشترك 16 بت. 
يطلق BUFFALO «مساعد مستخدم البت السريع الودي للعمليات المنطقية» على محمل الإقلاع القياسي لعائلة HC11، (رؤية علامة BUFFALO على المنفذ التسلسلي عند التمهيد هو إشارة على أن ذاكرة الفلاش للوح قد تم محوها). لا تأتي كل نماذج HC11 مع محمل إقلاع BUFFALO، وكذلك نماذج 68HC11A0 و A1، بينما تأتي مع نماذج A8.
للإصدارات المختلفة من HC11 أرقام مختلفة في المنافذ الخارجية مصنفة أبجديا، تحتوي أكثر الإصدارات شيوعا على خمس منافذ A, B, C, D و E، لكن لبعضها عدد أقل 3 منافذ (الإصدار D3). يبلغ عرض كل منفذ ثمانية بت باستثناء D الذي يبلغ عرضه ستة بت (في أنواع مختلفة من الشرائح يبلغ عرض المنفذ D ثمانية بت). يمكن تشغيل المتحكم الدقيق HC11 مع برنامج داخلي وذاكرة وصول عشوائي (من 1 حتي 768 بايت)، أو ذاكرة خارجية تصل إلى 64 كيلو بايت. تستخدم المنافذ B و C مع ذاكرة خارجية كـ عنوان وناقل معلومات. يكون المنفذ C في هذا الوضع مضاعف ليحمل البايت الأقل لكلا من العنوان والمعلومات.
تكون وحدة إحلال المنفذ MC68HC24 متاحة لـ HC11، وعند وضعها على الناقل الخارجي للعنوان، فإنها تكرر الوظائف الأصلية للمنافذ B و C. يحتوي المنفذ A على مدخل لاقط ومخرج مقارن ومجمع نابض ووظائف توقيت أخرى؛ للمنفذ D تسلسل I/O، وللمنفذ E مبدل تشابهي رقمي (ADC).
أنتجت موتورولا في أوائل التسعينات مجموعة لوح تقييم لـ 68HC11، مع العديد من UARTs وذاكرة الوصول العشوائي وEPROM، وتبلغ تكلفة مجموعة التقييم 68.11 $.
فري سكال 68HC12 هو إصدار معزز 16 بت من 68HC11.
المتحكم الدقيق فري سكال 68HC16 معد ليكون أكثر برنامج متقدم متوافق لـ 68HC11.
المتحكم في علم الإنسان الآلي لـ اللوح اليدوي بواسطة فريد مارتن يستند على 68HC11.

## وصلات خارجية
- Freescale 68HC11 (Legacy) Part Info
- Wytec 68HC11 Development Board
- A fully-synthesizable VHDL implementation of the HC11 CPU
- Digital Core Design 68HC11E - HDL IP Core
- Digital Core Design 68HC11F - HDL IP Core
- Digital Core Design 68HC11K - HDL IP Core
- Win/Linux-based freeware cross-assembler
- 4MHz-bus 68HC11F1-based board

تستند هذة المقالة على مواد من قاموس الحوسبة المجاني على الانترنت، وهو ترخيص تحت رخصة جنو للوثائق الحرة.